# Axoclinus rubinoffi
Axoclinus rubinoffi е вид бодлоперка от семейство Tripterygiidae. Видът е уязвим и сериозно застрашен от изчезване.

## Разпространение и местообитание
Разпространен е в Колумбия.
Среща се на дълбочина от 1 до 2 m.

## Описание
На дължина достигат до 3,5 cm.